# Българи в Ливан
Българите в Ливан са между 400 и 1000 души. Повечето от тях са българки сключили брак с ливански мъже. Почти всички от които живеят в Бейрут.

## Култура

### Дружества
Български дружества са: Асоциация на българките в Ливан (от 2003), Асоциация на завършилите висшето си образование в България ливански граждани.

### Училища
- Българско съботно училище в Ливан – Бейрут (от 2011)

### Фолклорни състави
- Група за български фолклор „Българска китка“

## Известни българи в Ливан
- Лиа Саад,[4] Мис Ливан Емигрант 2014